# Sayed Jaffer
Sayed Mohammed Jaffer (arabisch السيد محمد جعفر, DMG as-Sayyid Muḥammad Ǧaʿfar; * 25. August 1985) ist ein bahrainischer Fußballtorhüter.
Derzeit spielt er für den bahrainischen Fußballverein Muharraq Club in der Bahraini Premier League und ist Torhüter der bahrainischen Nationalmannschaft, für die er seit 2004 bisher über 100 Länderspiele bestritten hat.

## Erfolge
- Panarabische Spiele Goldmedaille 2011
- Bahrainischer Meister 2008, 2009, 2011, 2015, 2018
- Bahraini-King’s-Cup-Sieger 2008, 2009, 2011, 2012, 2013, 2016, 2020
- Bahraini-Elite-Cup-Sieger 2019
- Bahraini-Super-Cup-Sieger 2019
- Westasienmeister 2019
- Golfpokal-Sieger 2019
- AFC-Cup-Sieger 2008 und 2022